# فيرجينيا مايو
فيرجينيا مايو (بالإنجليزية: Virginia Mayo)‏ (و. 1920 – 2005 م) هي ممثلة أفلام، وممثلة تلفزيونية أمريكية، ولدت في سانت لويس، ميزوري، كانت عضوةً في الحزب الجمهوري، توفيت في ثاوزند أوكس، كاليفورنيا، عن عمر يناهز 85 عاماً، بسبب نوبة قلبية، وقصور القلب.

## وصلات خارجية
- فيرجينيا مايو على موقع IMDb (الإنجليزية)
- فيرجينيا مايو على موقع ألو سيني (الفرنسية)
- فيرجينيا مايو على موقع ميوزك برينز (الإنجليزية)
- فيرجينيا مايو على موقع تيرنر كلاسيك موفيز (الإنجليزية)
- فيرجينيا مايو على موقع أول موفي (الإنجليزية)
- فيرجينيا مايو على موقع قاعدة بيانات برودواي على الإنترنت (الإنجليزية)
- فيرجينيا مايو على موقع قاعدة بيانات الأفلام السويدية (السويدية)
- فيرجينيا مايو على موقع إن إن دي بي (الإنجليزية)
- فيرجينيا مايو على موقع ديسكوغز (الإنجليزية)
- فيرجينيا مايو على موقع قاعدة بيانات الفيلم (الإنجليزية)